# Darío Husaín
Darío Fernando Husaín, noto come Darío Husaín (Haedo (Buenos Aires), 2 maggio 1976), è un ex calciatore argentino, di ruolo attaccante.
È il fratello minore di Claudio Husaín, anch'egli ex calciatore.